# Christian Wildvogel

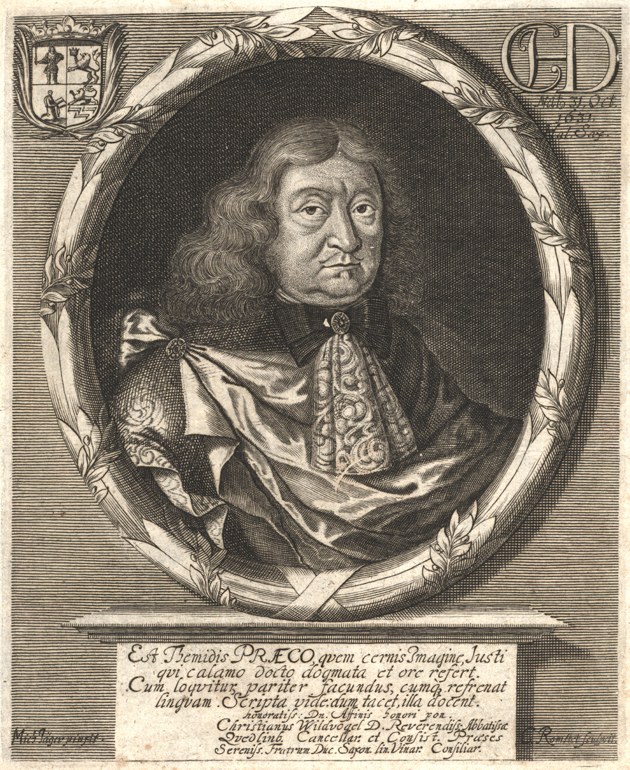
Christian Wildvogel, Kupferstich von Christian Romstet

Christian Wildvogel (* 13. August 1644 in Halle; † 4. Dezember 1728 in Jena) war ein deutscher Rechtswissenschaftler.

## Leben
Wildvogel war der Sohn des geheimen Lehnsekretärs und fürstlich magdeburgischen Rates Georg Wildvogel (* 19. Januar 1607 in Weißenfels; † 12. August 1666 in Halle an der Saale) und dessen Frau Maria Nicolai (* 5. Mai 1621 in Halle an der Saale; † 12. August 1666 ebenda). Seine Eltern konnten ihm in seiner Jugend Privatlehrer bezahlen und er besuchte das Gymnasium seiner Geburtsstadt. 1663 begann er ein Rechtsstudium an der Universität Leipzig, wobei er die Vorlesungen von Quirinus Schacher, Bartholomäus Leonhard von Schwendendörffer und Jacob Thomasius frequentierte. 1665 wechselte er die Universität Frankfurt (Oder), wo Johann Brunnemann, Johann Rhetz und Samuel Stryk seine Lehrer wurden. Da sein Vater 1666 gestorben war und er somit über keinen Finanzier seiner Studien mehr verfügte, musste er als Advokat in Weißenfels arbeiten.
1668 kehrte er nach Frankfurt zurück, wo er im Oktober 1668 unter Brunnemann mit der Abhandlung de his, quae raro stunt zum Doktor der Rechte promovierte. Danach zog er wieder nach Halle, wo er als Advokat arbeitete und 1676 zum niedersächsischen Kreissekretär des Erzstifts Magdeburg avancierte. 1678 zog er als Hof- und Regierungsrat nach Weimar, wurde 1681 Assessor am Konsistorium daselbst und war in verschiedenen Aufgaben tätig. 1685 erhielt er von der Äbtissin Anna Dorothea in Quedlinburg eine Stelle als Kanzler und Aufseher des geistlichen Gerichts. In dieser Aufgabe hatte er manche Anfeindungen auszustehen, so dass er sich 1687 entschloss, sich ins Privatleben nach Ehringsdorf zurückzuziehen.
Dennoch hatte er nebenbei verschiedene Aufträge für das Haus Sachsen-Weimar in Mainz, der Pfalz und Kassel durchgeführt. 1690 wurde er Professor der Rechte an der Universität Jena, ab 1697 war er Vizekanzler des Herzogtums Sachsen-Eisenach und 1699 erhielt er den Titel eines Geheimrats. Wildvogel beteiligte sich auch an den organisatorischen Aufgaben der Jenaer Salana. So war er mehrfach Dekan der juristischen Fakultät und in den Sommersemestern 1692, 1700, 1711, 1721 Rektor der Alma Mater. Er starb als Senior der Hochschule und besaß zu diesem Zeitpunkt die zweite juristische Professur.

## Familie
Wildvogel war vier Mal verheiratet. Seine erste Ehe schloss er am 26. Oktober 1669 mit Sophia Catharina Krull (* 31. Dezember 1651 in Halle/Saale; † 10. Januar 1681 in Weimar), der Tochter des fürstlich magdeburgischen Geheimrats Dr. jur. Johann Krull (* 20. Februar 1610 in Halle; † 21. November 1668 ebd.) und dessen Frau Juliane Struve. Aus der Ehe gingen sechs Kinder hervor. Am 19. April 1683 schloss er in Weimar mit Erdmuthe Juliane Happe († 1690), Tochter des Geheimrats und Kanzlers in Weimar Volckmar Happe, eine weitere Ehe. Nach ihrem Tod ging er mit Christine Sophie Noricus († 23. Juli 1714 in Jena), die Tochter des Leipziger Professors der Rechte Johann Ernst Noricus, die Witwe des Leipziger Kaufmanns Theodor Oertel, eine dritte Ehe ein. Aus dieser Ehe stammen drei Söhne, wovon einer jung verstarb. Seine vierte Ehe schloss er 1715 mit der Reichsfreiin Anna Regina Margaretha von Buttlar, die Tochter des schwedischen Obristenwachtmeisters Josua Achilles von Buttlar und dessen Frau Maria Barbara von Stein. Von den Kindern kennt man:
- Juliana Rosina Wildvogel verh. I 4. Dezember 1670 mit Johann Georg Hochhausen verh. II. mit dem Regierungsdirektor in Mansfeld Dr. jur. Ernst von der Lage
- Christina Sophia Wildvogel (* 1672; † 1673)
- Eleonora Augusta Wildvogel (* u. † 1674)
- Christian Wildvogel (* 1677; † 1678)
- Augusta Sophia Wildvogel (* 1678; † 1678)
- Wilhelm Johannes Wildvogel (* u. † 1681)
- Johann Friedrich Wildvogel (* 1692; † 1727) wurde Dr. jur. und Landphysikus Jena
- Wilhelm August Wildvogel (* Weimar) Schönburgischer Hof, Justitz und Konsistorialrat
- Christian Karl Wildvogel immatr. 3. August 1692 Uni. Jena, Rentmeister beim Rhein und Naugrafen von der Pfalz
- Christian Heinrich Wildvogel († jung in Jena)
- Philipp Ludwig Wildvogel immatr. 12. Juli 1700 Uni. Jena
- Johannes Friedrich Wildvogel

## Werke (Auswahl)
Sein Werkschaffen umfasst etwa 143 Dissertationen und ca. 56 Programme, welche vornehmlich im Kontext seiner Hochschultätigkeit entstanden. Daher sollen hier nur die wichtigsten Werke genannt sein.
- De eo quod justum est circa tempus quadragesimum, von Rechte der Fasten. Jena 1691.
- Exerc. jur. de decanis, von Dechanten. 1692.
- De jure collectarum. 1694.
- Electa jur. tam civ., quam canonici et saxonici decades duae. cet. 1698.
- De eo quod justum est circa conciones funebres, von Leichen-Predigten. 1701 (Verfasser ist Werner Julius Günther Hantelmann).
- Electa juris civilis et canonici. Jena 1700.
- Chronoscopia legalis sive de jure festorum, et praecipuorum anni temporum commentatio, ex vario jure, hist. et antiquitatibus. 1702.
- De eo quod iustum est circa deprecationem ecclesiast. 1702.
- De privilegiis clericorum in peocessualibus secundum normam legum romanar. ac usum hodiernum. 1704.
- De oblationibus quae fiunt in ecclesiis per saccum sonantem, vom Klinge-Beutel. 1704.
- De exercittio juris circa sacra civitatum imperialium liberarum protestantium. 1713.
- De differentia consensus sponsalitii et matrimonialis. 1720.
- De controversa jurisdictone ecclesiastica principum imperii in diversae religionis subditos. 1728.